# Lombera
Lombera es una localidad del municipio de Rasines (Cantabria, España). En el año 2024 contaba con una población de 21 habitantes (INE). La localidad está situada a 115 metros de altitud sobre el nivel del mar, y a está a una distancia de dos kilómetros y medio de la capital municipal, Rasines.